# HackerRank

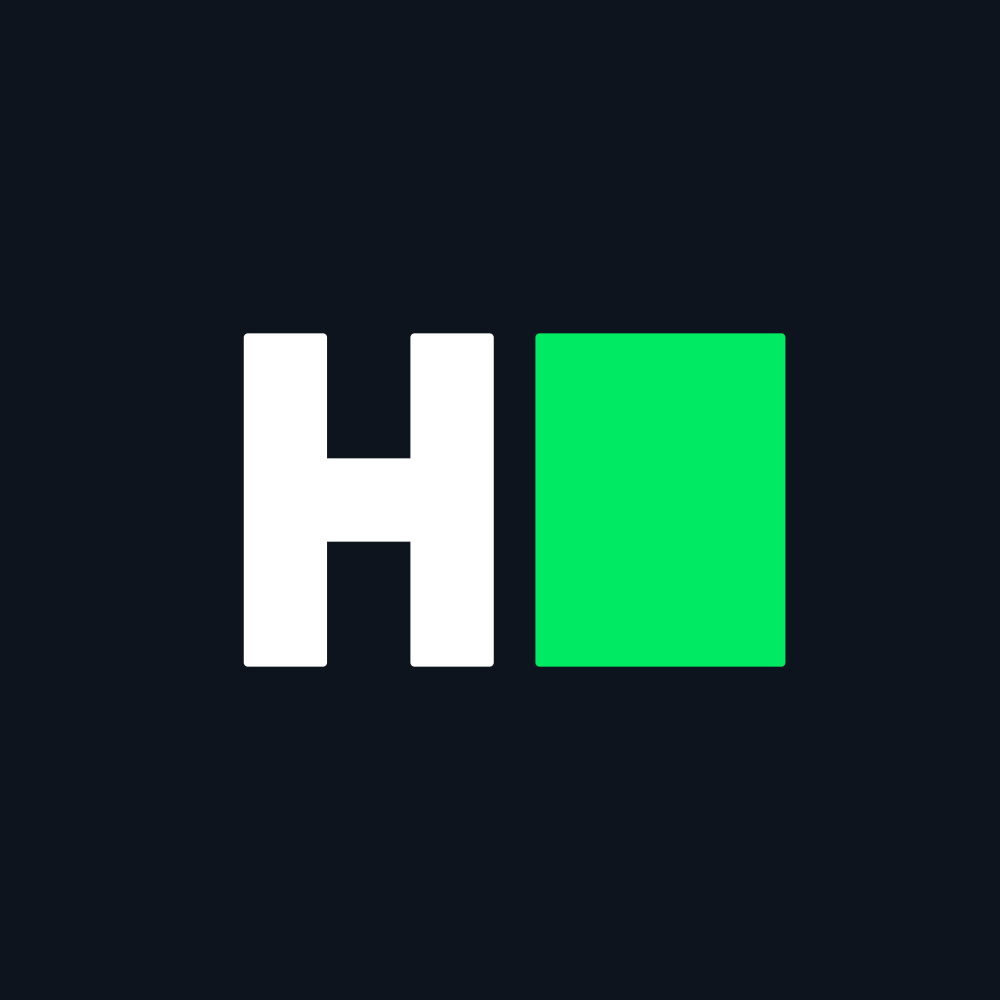

HackerRank est une entreprise spécialisée dans les concours de programmation pour développeurs et entreprises. Elle a une communauté en ligne d'1 million de programmeurs. Les concours de programmation d'HackerRank utilisent une multitude de langages (Java, C++, PHP, SQL, etc. ) et couvrent de nombreux domaines de l'informatique.
Côté utilisateur, lorsqu'un programmeur soumet une solution à un challenge, sa proposition est notée sur la base du temps mis pour à trouver cette solution mais aussi sur la justesse de la proposition. Les programmeurs intègrent ainsi le classement mondial de HackerRank et gagnent des badges liés à leurs travaux, ce qui permet de nourrir la compétition entre eux. En plus des programmations individuelles, HackerRank accueille aussi des concours (généralement appelés « CodeSprints » par le site) au cours desquels les utilisateurs s'affrontent  sur les mêmes challenges et dans un temps imparti. Ils sont classés à l'issue du concours. HackerRank apparaît comme un leader dans son domaine à l'heure de la montée de la gamification dans un univers de la programmation toujours plus compétitif. Le côté utilisateur de leur site web est gratuit pour les codeurs.  

## Les différents domaines de l'informatique sur HackerRank
En plus de référencer une variété de langages populaires (et pour certains obscurs), HackerRank catégorise la plupart de ses challenges dans des thèmes informatiques majeurs, inclus :
- Intelligence Artificielle : inclut le développement de bots utilisant l'IA et s'affrontant les uns aux autres
- Algorithmes : compétitions traditionnelles d'algorithme
- Programmation fonctionnelle : utilisation de la programmation fonctionnelle pour résoudre des challenges
- Machine Learning : utilisation de modèles prédictifs et d'analyses pour résoudre les challenges